# Perseverance (álbum)
Perseverance es el segundo álbum de estudio del grupo estadounidense de hardcore punk/metalcore Hatebreed. Fue lanzado el 12 de marzo de 2002 por Universal Records. La canción "I Will Be Heard" fue incluida en la banda sonora de la película XXX. El tema bonus "Condemned Until Rebirth" aparece en la banda sonora de la película Freddy contra Jason de 2003.

## Lista de canciones
1. "Proven" – 2:35
2. "Perseverance" – 2:20
3. "You're Never Alone" – 3:21
4. "I Will Be Heard" – 2:58
5. "A Call for Blood" – 3:05
6. "Below the Bottom" – 2:25
7. "We Still Fight" – 1:35
8. "Unloved" – 2:37
9. "Bloodsoaked Memories" – 2:52
10. "Hollow Ground" - 2:39
11. "Final Prayer" - 2:12
12. "Smash Your Enemies" - 2:09
13. "Healing to Suffer Again" - 2:49
14. "Judgement Strikes (Unbreakable)" - 1:25
15. "Remain Nameless" - 2:50
16. "Outro" - 0:38
17. "Condemned Until Rebirth" - 2:07 (Bonus Track 2003)

## Créditos
- Jamey Jasta - Voz
- Sean Martin - Guitarra
- Lou "Boulder" Richards - Guitarra
- Chris Beattie - Bajo
- Matt Byrne - Batería
- Kerry King - Guitarra (invitado en la guitarra principal en la canción "Final Prayer")
- Philip Caivano - Asistente, técnico de guitarras
- Paul Forgues - Editor digital, asistente
- Jay Gelabert - Asistente de producción
- Steven R. Gilmore - Diseño de Carátula, Fotografía Digital, Retocador
- Josh Grden - Coordinador de Producción
- Matt Hyde - Productor, Ingeniero
- Dean Karr - Director de Arte, Fotografía
- Tom Mackey - A&R
- Steve Richards - Productor Ejecutivo
- Randy Staub - Mezclador
- Sinji Suzuki - A&R
- German Villacorta - Ingeniero Asistente
- Zeuss - Ingeniero

- Datos: Q1933985